# رزا (فیلم ۱۹۸۶)
«رُزا» (انگلیسی: Rosa) فیلمی در ژانر رزمی است که در سال ۱۹۸۶ منتشر شد.